# Queios
Queios ou elgueios (keyos, elgeyos ou keiyus) são um povo nilota, subgrupo dos calenjins, que habita a estreita faixa de terra na margem oeste do rio Querio, no extinto distrito (vilaiete) de Elgueio-Maracuete, no Quênia. Muitos vivem nos planaltos, onde são conhecidos por sua habilidade com irrigação. São pequenos fazendeiros e cultivam milho, café, trigo e amendoim e criam gado, cabras e ovelhas.